# Walk with Me (album)
Walk With Me – piętnasty album studyjny The Skatalites, jamajskiej grupy muzycznej wykonującej ska. 
Płyta została wydana 14 maja 2012 roku wspólnym nakładem brytyjskiej wytwórni Wrasse Records (w Europie) oraz amerykańskiego labelu Moondust Records (w USA). Ukazała się niemal dokładnie w pierwszą rocznicę śmierci Lloyda Knibba, współzałożyciela i wieloletniego perkusisty formacji. Na krążku znalazło się kilka ostatnich nagrań z jego udziałem (ostatnim jest "Love Is the Way"); w pozostałych utworach usłyszeć można nowego perkusistę, Trevora "Sparrow" Thompsona. Sami muzycy określili album jako "hołd złożony wszystkim zmarłym członkom zespołu".

## Lista utworów
1. "Desert Ska"
2. "Lalibela"
3. "Hot Flash"
4. "The Leader"
5. "Love Is the Way"
6. "Walk With Me"
7. "Piece for Peace"
8. "Song For My Father"
9. "Little Theres"
10. "King Solomon"
11. "Dub Lalibela"

## Twórcy
- Azemobo "Zem" Audu – saksofon tenorowy
- Lester "Ska" Sterling – saksofon altowy
- Andrae Murchison – puzon
- Kevin Batchelor – trąbka
- Val Douglas – gitara basowa
- Aurelien "Natty Frenchy" Metsch – gitara
- Trevor "Sparrow" Thompson – perkusja
- Lloyd Knibb – perkusja
- Cameron Greenlee – keyboard
- Doreen Shaffer – wokal